# Кючюкчекмедже
Кючюкчекмедже (тур. Küçükçekmece, від давнього Küçükçökmece — маленька западина, також Бафонея) — район провінції Стамбул (Туреччина), частина міста Стамбул. 
Місце розташування Центру ядерних досліджень і навчання «Чекмедже». 
Передмістя розташовано за 23 км на захід від Стамбула, на фракійському узбережжі Мармурового моря.
У районі озера Кючюкчекмедже планується побудувати судноплавний канал Стамбул шириною 150 м, який з'єднає Мармурове і Чорне моря. По ньому буде проходити основна маса танкерів, що перевозять нафту.

## Історія
Руїни у Кючюкчекмедже, в 1930 році були детально вивчені швейцарським археологом Ернестом Мамбурі
 , 
який, спираючись на давні джерела, ототожнив поселення з містом Рігій (дав.-гр. Ρήγιον, лат. Rhegium). 

В 2009 році було запропоновано нову ідентифікацію, цього разу з грецьким та римським містом Бафонея. 

В 2007 році у районі міста Кючюкчекмедже під руїнами античного грецького міста Бафонея було знайдено хетське поселення XVIII-XV ст. до Р. Х. (а можливо, і 3-го тисячоліття до Р. Х.). Серед знахідок були залишки кораблів, осколки кераміки. Особливо слід виділити статуетки богів, виконані із заліза (близькосхідного типу)
.
При розкопках Бафонеї знайдено поселення вікінгів, яке датується періодом між IX і XI століттями
.

## Населення
| Рік   | Чисельність населення (тис.) |
| ----- | ---------------------------- |
| 1 935 | 1,806                        |
| 1940  | 2,280                        |
| 1945  | 2,487                        |
| 1 950 | 3,097                        |
| 1955  | 6,871                        |
| 1960  | 16,544                       |
| 1965  | 37,003                       |
| 1970  | 74,769                       |
| 1975  | 119,293                      |
| 1980  | 182,715                      |
| 1985  | 338,778                      |
| 1990  | 479,419                      |
| 1 997 | 460,388                      |
| 2000  | 589,139                      |
| 2007  | 785,392                      |
| 2009  | 674,795                      |
| 2012  | 900,000                      |

Згідно з переписом, проведеним 22 жовтня 2000 року населення району становило 589 139 осіб. Зростання населення становить 0,66 %. Рівень грамотності — бл. 80 %.
1990 року населення становило близько 500 тис. осіб.

## Спорт
На території району розташований Олімпійський стадіон імені Ататюрка.